# Challenge-Brownsville
Challenge-Brownsville é uma Região censo-designada localizada no estado americano da Califórnia, no Condado de Yuba.

## Demografia
Segundo o censo americano de 2000, a sua população era de 1069 habitantes.

## Geografia
De acordo com o United States Census Bureau tem uma área de 25,0 km², dos quais 25,0 km² cobertos por terra e 0,0 km² cobertos por água.

## Localidades na vizinhança
O diagrama seguinte representa as localidades num raio de 32 km ao redor de Challenge-Brownsville.